# Elena Karpova
Elena Viktorovna Karpova (in russo Елена Викторовна Карпова?; Leningrado, 14 giugno 1980) è un'ex cestista russa.

## Carriera
È stata selezionata dalle Washington Mystics al terzo giro del Draft WNBA 2001 (44ª scelta assoluta).
Con la Russia ha disputato i Giochi olimpici di Atene 2004, i Campionati mondiali del 2006 e due edizioni dei Campionati europei (2001, 2005).